# Stefan Hähnlein
Stefan Hähnlein (* 12. Juni 1990 in Berlin) ist ein deutscher Sitzvolleyballspieler.

## Karriere
Hähnlein spielte zunächst Basketball, bis aufgrund einer Erkrankung 2002 sein rechter Unterschenkel amputiert werden musste und er eine Umkehrplastik erhielt. Da er weiter Sport treiben wollte, trat er 2004 dem Berliner SSC bei, um Sitzvolleyball zu spielen. Später wechselte er zum TSV Bayer 04 Leverkusen. Bei der Europameisterschaft 2011 errang er mit der Nationalmannschaft in der Leistungsgruppe D den dritten Platz. Diese Platzierung wiederholte er bei der Europameisterschaft 2013, bis er und die Mannschaft 2015 die Silbermedaille im Sitzvolleyball gewannen und damit Vizeeuropameister wurden. Höhepunkt seiner Laufbahn war dann der Gewinn der Bronzemedaille bei den Paralympischen Spielen 2012 in London. Auch an den Paralympics 2016 nahm er teil und erreichte dabei den sechsten Platz. Mit seinem Verein Bayer 04 Leverkusen wurde Hähnlein siebenmal Deutscher Meister im Sitzvolleyball.
Für den Gewinn der Bronzemedaille bei den Paralympischen Spielen 2012 erhielt er mit der Mannschaft im Oktober 2012 das Silberne Lorbeerblatt.